# 紀元前570年代
紀元前570年代（きげんぜんごひゃくななじゅうねんだい）は、西暦による紀元前579年から紀元前570年までの10年間を指す十年紀。

## できごと

### 紀元前579年
- セルウィウス・トゥッリウスは暗殺されたタルクィニウス・プリスクスの後を継ぎ、王政ローマの第6代王になった。

### 紀元前575年
- バビロンのイシュタル門と謁見室が作られた。これらは現在はベルリン美術館に移転されている。
- 中国で鄢陵の戦いが勃発し、現在の河南省で晋の軍が楚の軍を破った。
- 紀元前575年-紀元前550年 - ユピテル・オプティムス・マキシムス、ユーノー、ミネルウァ神殿など、ローマで優美な寺社や公共施設の建設が始まった。

### 紀元前573年
- ネメアでネメア競技祭が始まった。

### 紀元前572年
- 周の簡王が死去した。

### 紀元前571年
- 霊王が周の王になった。

### 紀元前570年
- クネムイブラー・イアフメス2世がハアイブラー・ウアフイブラーの後を継いでエジプトのファラオになった。
- 紀元前570年頃 - 陶工のエルゴティモスと画家のクレイティアスによって、黒い装飾を施したクラテールである「フランソワの壺」が作られた。現在はフィレンツェ考古博物館に所蔵されている。
- 紀元前570年-紀元前560年 - アテネ近郊ケラテアの墓から発見されたコレーの像が作られた。現在はベルリン美術館に所蔵されている。

## 人物
- 紀元前576年頃 - 後にアンシャンの王になり、アケメネス朝ペルシアを建国するキュロス2世が生まれた。
- 紀元前570年 - ギリシアで哲学者のクセノパネスが生まれた。
- 紀元前570年頃 - サモスで数学者、哲学者のピタゴラスが生まれた。
- 陶工エルゴティモス
- 画家クレイティアス